# Hermann Traube
Hermann Traube (* 24. September 1860 in Ratibor, Oberschlesien; † 29. Januar 1913 in Berlin) war ein deutscher Mineraloge.

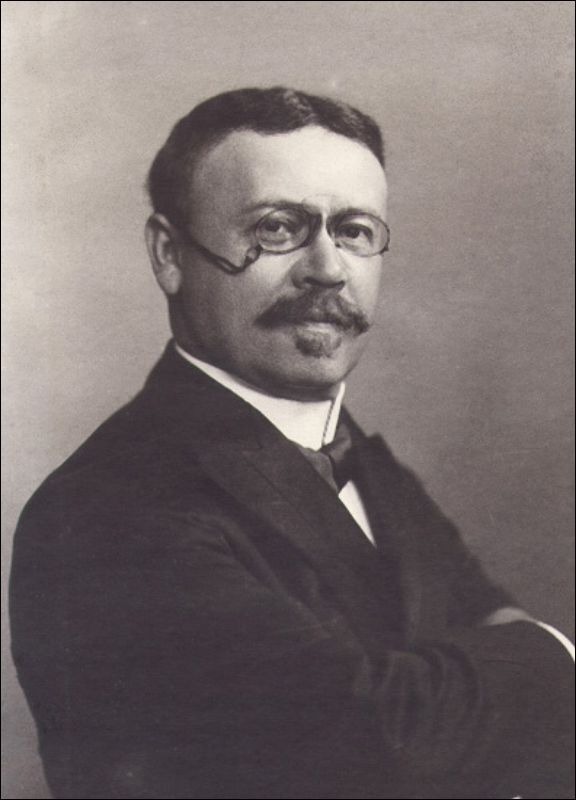
Hermann Traube (1860–1913)

## Leben
Hermann Traube war ein Sohn des Chemikers und Privatgelehrten Moritz Traube. Sein Bruder war der Chemiker Wilhelm Traube (1866–1942). Er besuchte das Maria-Magdalenen-Gymnasium in Breslau. Danach studierte er in Leipzig, Heidelberg, Breslau und Greifswald. Während seines Studiums wurde er 1881 Mitglied des Akademischen Naturwissenschaftlichen Vereins zu Breslau. Er promovierte 1884 zum Dr. phil. in Greifswald mit einer Arbeit über Mineralogie. Zu H. Traubes Lehrern gehörten u. a. Heinrich Irenaeus Quincke (1842–1922)  (Heidelberg); Theodor Poleck, Carl Friedländer (1847–1887) und Ferdinand Cohn (Breslau). Ab 1889 war er Dozent der Mineralogie und außerordentlicher Professor (1905) an der Universität Berlin sowie Extraordinarius in Greifswald (1905–1906).

## Werke
- Beiträge zur Kenntniss der Gabbros, Amphibolite und Serpentine des niederschlesischen Gebirges. Greifswald, Phil. Diss. 1884
- Die Minerale Schlesiens mit 30 Zinkographien. J. U. Kern, Breslau 1888
- Über das optische Drehungsvermögen von Körpern im krystallisirten und im flüssigen Zustande. In: Sitzungsberichte der Königlich Preußischen Akademie der Wissenschaften zu Berlin. 1895 (I), S. 195–205 Digitalisat
- Ueber die Krystallform optisch activer Körper. In: Berichte der deutschen chemischen Gesellschaft, 1897, Band 30, S. 288–288; ISSN 0365-9496.